# Coimbrão
Coimbrão ist eine Gemeinde (Freguesia) im portugiesischen Kreis Leiria. In ihr leben 1726 Einwohner (Stand 19. April 2021).

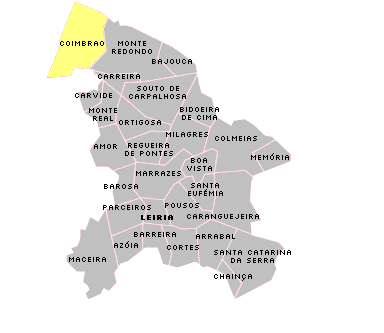
Lage der Gemeinde im Kreis Leiria

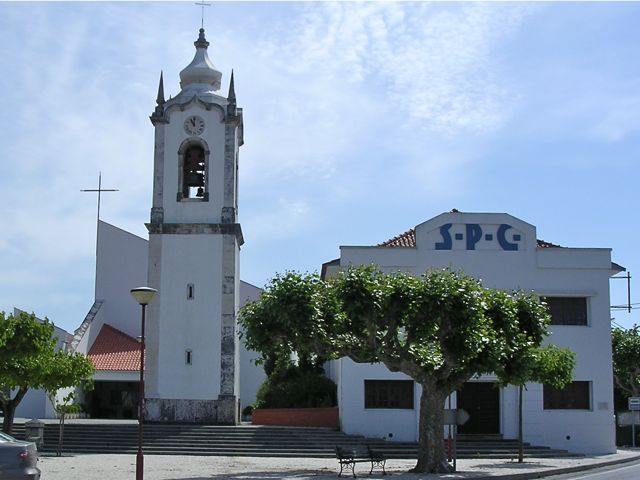
Die Gemeindekirche

## Geschichte
Seit 1636 ist Coimbrão eine eigenständige Gemeinde.

## Kultur und Sehenswürdigkeiten
Das Herrenhaus Casa da Família Leal wurde von Ernesto Korrodi entworfen und 1907 errichtet und steht unter Denkmalschutz des Kreises.
Der 1960 gegründete Volkstanz-Verein Rancho Folclórico "Flores de Verde Pinho" und der Sportverein União Desportiva e Recreativa do Coimbrão sind die bedeutendsten Vereine der Gemeinde.